# Spoorlijn aansluiting Sigle - Duisburg Hafen
De spoorlijn aansluiting Sigle - Duisburg Hafen is een Duitse spoorlijn en is als spoorlijn 2316 onder beheer van DB Netze.

## Geschiedenis
Het traject werd door de Preußische Staatseisenbahnen geopend in 1905.

## Treindiensten
De lijn is alleen in gebruik voor goederenvervoer.

## Aansluitingen
In de volgende plaatsen is of was er een aansluiting op de volgende spoorlijnen:
aansluiting Sigle
DB 2320, spoorlijn tussen Duisburg-Wedau en Oberhausen-Osterfeld Süd
Duisburg Hafen
DB 1, spoorlijn tussen Duisburg Hauptbahnhof en Duisburg Innenhafen Süd
DB 4, spoorlijn tussen Duisburg West Hafen en Innenhafen Nord
DB 2318, spoorlijn tussen de aansluiting Kaiserberg en de aansluiting Ruhrtal